# Club Rocker
Singles par Inna
Sun Is Up
(2010) Un Momento
(2011)
Singles par Flo Rida
Where Them Girls At
(2011) Good Feeling
(2011)
Club Rocker est une chanson electropop par l'artiste Roumaine Inna. La chanson est incluse dans son second album studio, appelé I Am the Club Rocker. Club Rocker a servi comme le premier single de l'album, après le hit Sun Is Up qui a officiellement été ressorti et inclus dans l'album Hot. Après une longue période d'attente pour la confirmation officielle du titre de la chanson, il fut révélé par Inna sur son site internet que son nouveau single sera définitivement appelé Club Rocker. Inna a interprété Club Rocker lors de plusieurs concerts, performances en direct et apparitions télévisées à travers l'Europe, en outre, une fuite de son nouveau single a confirmé que son nouveau single n'est pas ce qu'elle avait interprété, connu sous le nom de Got Me Goin’. Un clip pour la chanson a été tourné en mai 2011.

## Développement
Inna a annoncé, durant un show à Fun Radio et NRJ en France, que cette chanson sera son futur single, qui sortira dans quatre ou cinq mois, en mi-décembre 2010.
Cette chanson est assez différente des précédents singles de Inna, penchant vers un son plus Britannique. Inna a chanté Club Rocker en live uniquement en version acoustique unplugged, accompagnée par une guitare. En outre, Inna avait interprété la chanson sous le nom de Got Me Goin’, une fuite du nouveau single de Inna, Club Rocker qui a été importé sur YouTube et sur son site internet, peu après le nouveau single de Inna se fit officialiser sous le nom de Club Rocker et sortira comme le premier single de I Am The Club Rocker!.

## Formats et liste des pistes
- "Club Rocker (Version radio) - Single" Téléchargement digital[1]

1. "Club Rocker" (Radio Version) - 3:34

- "Club Rocker - EP" Téléchargement digital[2]

1. "Club Rocker" (Play & Win Radio Version) - 3:34
2. "Club Rocker" (Play & Win Extended Version) - 4:16
3. "Club Rocker" (Play & Win Remix) - 4:09

- "Club Rocker (Remixes) - EP" Téléchargement digital[3]

1. "Club Rocker" (Odd Remix Edit) - 3:37
2. "Club Rocker" (Odd Remix) - 6:06
3. "Club Rocker" (Allexinno Remix) - 6:22
4. "Club Rocker" (Adrian Sina Remix) - 4:30
5. "Club Rocker" (DJ Assad Remix) - 3:39
6. "Club Rocker" (The Perez Brothers Remix) - 5:17

## Classement par pays
| Classement (2011-2012)                  | Meilleure position |
| --------------------------------------- | ------------------ |
| Autriche (Ö3 Austria Top 40)            | 14                 |
| Belgique (Flandre Ultratip 100)         | 36                 |
| Belgique (Wallonie Ultratop 50 Singles) | 29                 |
| Danemark (Tracklisten)                  | 26                 |
| France (SNEP)                           | 27                 |
| Pays-Bas (Single Top 100)               | 79                 |
| Pologne (Dance Top 50)                  | 16                 |
| Tchéquie (IFPI Rádio)                   | 39                 |
| Roumanie (Romanian Top 100)             | 42                 |
| Russie (Russian TopHit 100)             | 38                 |
| Slovaquie (IFPI Rádio)                  | 11                 |
| Suisse (Schweizer Hitparade)            | 64                 |

## Historique de sortie
| Pays        | Date             | Format                          | Label                                             |
| ----------- | ---------------- | ------------------------------- | ------------------------------------------------- |
| Espagne     | 30 mai 2011      | Airplay                         | UMG Espagne                                       |
| France      | 30 mai 2011      | Téléchargement digital          | Roton Roumanie                                    |
| Roumanie    | 30 mai 2011      | Airplay, Téléchargement Digital | Roton Roumanie                                    |
| États-Unis  | 26 juillet 2011  | Téléchargement Digital          | Ultra Records                                     |
| Royaume-Uni | 11 novembre 2012 | Téléchargement digital          | 3 Beat Records / All Around the World Productions |